# Tichvinský kanál

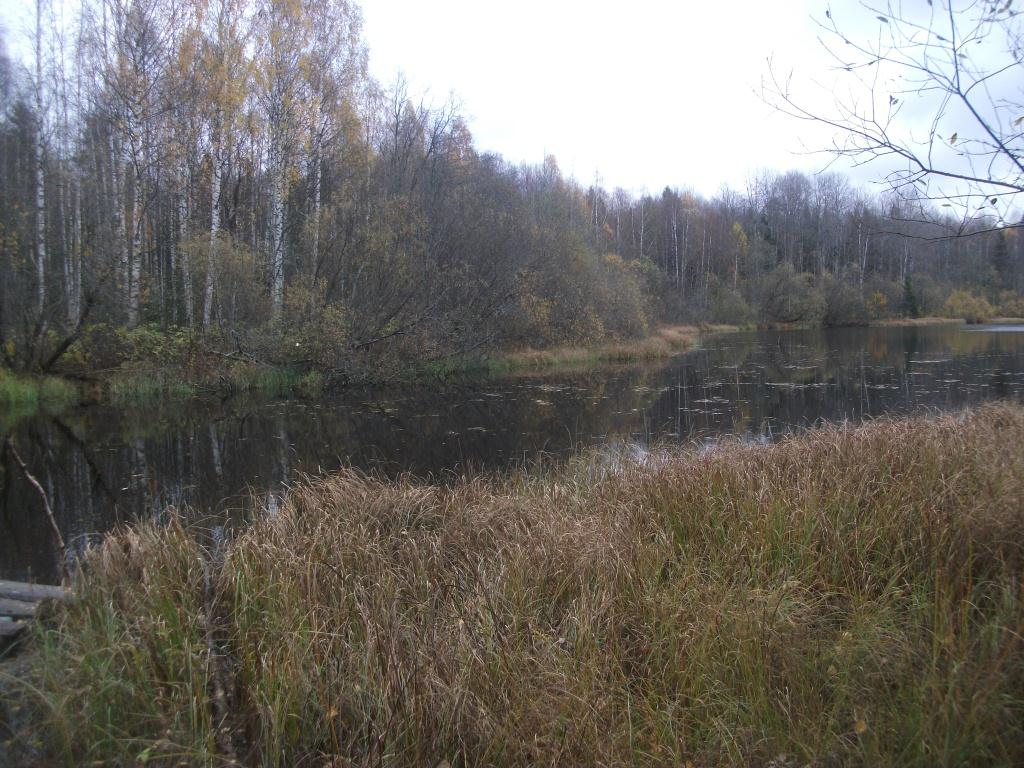
Spojující kanál

Tichvinský kanál nebo také Tichvinská vodní cesta (rusky Тихвинская водная система) je vodní cesta z Rybinsku do Petrohradu. Je to jedna z vodních cest, které spojují Volhu s Baltským mořem. Celá vodní cesta byla pro lodní dopravu otevřena v roce 1811.

## Trasa
- Rybinská přehrada
- řeka Čagodošča
- řeka Gorjun
- řeka Sominka

rozvodí (Tichvinský spojovací kanál)
- řeka Tichvinka
- řeka Sjas
- Ladožské jezero
- řeka Něva

## Využití
V současné době zařízení kanálu zastaralo a ten má pouze místní význam. Dolní úsek je součástí Volžsko-baltské vodní cesty.